# Maria Vergés Pérez
Maria Vergés Pérez   () és una política i música aranesa, actualment Síndica d'Aran.
Vinculada a Unitat d'Aran, va ser directora de Cultura i Política Lingüística durant el primer govern de Francés Boya, entre 2007 i 2011.
Va accedir al ple del Conselh Generau d'Aran després d'obtenir un escó a les eleccions de 2019 al terçó de Castièro. Va ocupar el càrrec de vicesíndica fins que fou triada Síndica el 29 d'octubre de 2020, arran de la dimissió del seu predecessor, Francés Boya, perquè ocuparia la secretaria general per al Repte Demogràfic del Govern Espanyol. Va constituir el govern aranès el 23 de novembre del mateix any, esdevenint en la tercera dona que ocupa aquest càrrec després de Maria Pilar Busquet i Amparo Serrano.
És música del grup aranès Bramatopin.